# Châtiment corporel judiciaire
Les châtiments corporels judiciaires (CCJ) sont des châtiments corporels infligés à la suite d'une condamnation prononcée par un tribunal à l'encontre d'un délinquant. Les châtiments comprennent la bastonnade, la falaque, la fustigation, le fouet ou le strap. Cette pratique était autrefois courante dans de nombreux pays, mais au fil du temps, elle a été abolie dans la plupart des pays, bien qu'elle reste une forme de punition légale dans certains pays, notamment dans un certain nombre d'anciennes colonies britanniques et d'États à majorité musulmane.

## Pays où CCJ est utilisé
L'utilisation par Singapour de la bastonnade comme forme de CCP a fait l'objet de nombreuses discussions dans le monde entier en 1994, lorsqu'un citoyen américain, Michael Fay, a été condamné à la bastonnade pour vandalisme. Deux des pays voisins de Singapour, la Malaisie et Brunei, pratiquent également la bastonnade judiciaire.
La Barbade, le Botswana, Brunei, le Swaziland, Tonga, Trinité-et-Tobago et le Zimbabwe sont d'autres anciennes colonies britanniques dont les lois prévoient actuellement la bastonnade judiciaire.
De nombreux territoires à majorité musulmane, dont les Émirats arabes unis, le Qatar, l'Iran, le nord du Nigeria, le Yémen et la province Indonésienne d'Aceh, recourent au fouet judiciaire ou à la bastonnade pour toute une série d'infractions. En avril 2020, la Cour suprême d'Arabie saoudite a aboli la flagellation du système juridique du pays, bien que d'autres formes de châtiments corporels judiciaires, y compris l'amputation pour vol, restent légales en Arabie Saoudite.

### Liste complète des pays

Pays avec châtiments corporels judiciaires (CCJ)

1. Afghanistan (hommes et femmes - fouet ou canne, sans cible spécifiée ; public ou privé)[10],[11],[12].
2. Antigua-et-Barbuda (garçons seulement - détails peu clairs)[13],[14]
3. Bahamas (hommes - chat sur le dos nu cat; garçons - canne sur les fesses nues ; en privé)[15],[16]
4. Barbade (garçons uniquement - détails peu clairs)[3]
5. Botswana (hommes âgés de 14 à 40 ans - coups de bâton sur les fesses nues ; en privé)[17],[18]
6. Brunei (hommes et garçons - bastonnade sur les fesses nues ; en privé)[5],[19],[20]
7. Dominique (garçons de moins de 16 ans - détails peu clairs)[21]
8. Equateur (hommes et femmes - justice indigène traditionnelle)[22]
9. Indonésie, Région spécial d'Aceh région spéciale d'Aceh uniquement (hommes et femmes - coups de bâton sur le dos habillé ; détails peu clairs)[23],[24]
10. Iran (hommes, femmes, garçons, filles - fouet ou lanière, aucune cible spécifiée ; public ou privé). En Iran, on applique également le principe de la punition "œil pour œil"[25].
11. Lesotho (hommes et garçons - détails peu clairs)[26]
12. Malaisie (droit pénal : hommes - coups de bâton sur les fesses nues ; en privé, mineurs de sexe masculin - coups de bâton sur les fesses vêtues avec une canne légère ; dans la salle d'audience)[27]. Malaisie (loi de la Charia, musulmans uniquement : hommes et femmes - bastonnade sur le dos vêtu ; en privé)[28],[29]
13. Maldives (hommes et femmes - détails peu clairs)[30]
14. Nigeria (hommes, femmes - canne sur les fesses habillées ou fouet sur le dos nu ; en public ou en privé)[31],[32],[33],[34]
15. Pakistan (hommes et garçons - coups de bâton ou de courroie sur les fesses vêtues ; en public ou en privé)[35]
16. Qatar (hommes et femmes - détails peu clairs ; en privé)[36]
17. Arabie Saoudite: L'Arabie saoudite pratique les châtiments corporels. Des personnes ont été fouettées (avant que cela ne soit aboli). Certaines personnes ont également été amputées d'une main[37].
18. Saint-Christophe-et-Niévès (garçons et hommes - détails peu clairs)[38],[39]
19. Sierra Leone (garçons uniquement - canne ou bouleau sur les fesses nues)[40]
20. Singapour (hommes et garçons - bastonnade sur les fesses nues ; en privé).
21. Somalie (hommes et femmes - bastonnade sur les fesses nues)[41]
22. Eswatini (garçons uniquement - bastonnade sur les fesses nues)[42]
23. Tanzanie (hommes et garçons - bastonnade sur les fesses nues ; en privé)[43]
24. Tonga (hommes - chat sur les fesses nues ; garçons - bouleau ou chat sur les fesses nues)[7]
25. Trinité-et-Tobago (hommes uniquement - chat sur le dos nu ou bouleau sur les fesses nues ; en privé)[44]
26. Tuvalu (détails peu clairs)[45]
27. Émirats arabes unis (hommes musulmans - fouet sur le dos nu ; femmes musulmanes - fouet sur le dos vêtu ; en privé). Ne s'applique plus aux non-musulmans[46].
28. Yémen (détails peu clairs)[47]

La liste ci-dessus n'inclut pas les pays où les tribus locales, les autorités, etc. ferment parfois les yeux sur les CCJ non officiels, notamment le Bangladesh, l'Inde et la Colombie.